# 天上人間 (1941年電影)
《天上人間》是1941年一套香港的黑白電影，故事透過一班來自五湖四海的人，包括窮作家、舞小姐及女伶等，講述香港戰時的狀況。由於年代久遠，此電影原本已經失存，直至2012年在一間位於三藩市的戲院地庫中找到電影的膠片，經修復後電影終於能夠重現人間。